# Майн-Кинциг (окръг)
Окръг Майн-Кинциг (на немски: Landkreis Main-Kinzig) е окръг в административен окръг Дармщат, провинция Хесен, Германия. Неговата обща площ е 1 397,55 км2. Населението му към 31 декември 2020 г. е 421 689 души. Административен център е град Гелнхаузен.